# Dirt track racing
Il dirt track racing è un tipo di corsa automobilistica corsa su piste di forma ovale. Nacque negli USA prima della prima guerra mondiale ed ebbe grande diffusione fra gli anni venti e trenta. Dominarono due diversi tipi di corse automobilistiche: a ruote scoperte nel Northeast e nel West e le Stock car nel South. Quelle a ruote scoperte erano costruite per gareggiare, le stock erano automobili ordinarie modificate per la competizione.
Il dirt track racing è la forma di gara motoristica più diffusa negli United States. Vi sono centinaia di stadi locali e regionali dedicati in tutta la nazione, secondo alcuni sarebbero addirittura 1500 ma non ci sono statistiche ufficiali. Lo sport è popolare anche in Australia e Canada. Molte delle auto impegnate corrono anche nelle competizioni su fondo in asfalto.

## La pista

### Nord America
Quasi tutte le piste sono ovali e lunghe meno di un miglio; la maggior parte sono mezzo miglio se non meno. Le proporzioni più usate negli USA sono 1/2 miglio, 3/8, 1/3, 1/4, 1/8. Nelle piste più lunghe naturalmente le auto raggiungono velocità più elevate e aumenta la distanza fra le auto. Questo diminuisce la possibilità di incidenti ma aumenta i danni e le possibilità di infortuni nel caso questi si verifichino.
La superficie della pista potrebbe essere composta di qualunque materiale ma la maggior parte dei piloti preferiscono basi in terra battuta. Gli operatori di pista in genere preferiscono cercare di tenere la superficie viscosa e potrebbero spruzzare acqua se il suolo comincia a seccarsi. Alcuni operatori costruiscono ovali piatti, ma molti hanno il perimetro esterno sopraelevato.

### Europa
In Gran Bretagna le piste ovali sono normalmente in erba con lunghezze fra i 400 e gli 800 metri. La corsa consiste di numerose batterie di qualificazione, ognuna di quattro giri, che portano ad eliminazione fino alla finale.
Nel resto d'Europa si usano superfici variegate fra loro: erba, sabbia, terra, e possono essere lunghe fino a 1000 metri.